# Oberbaimbach

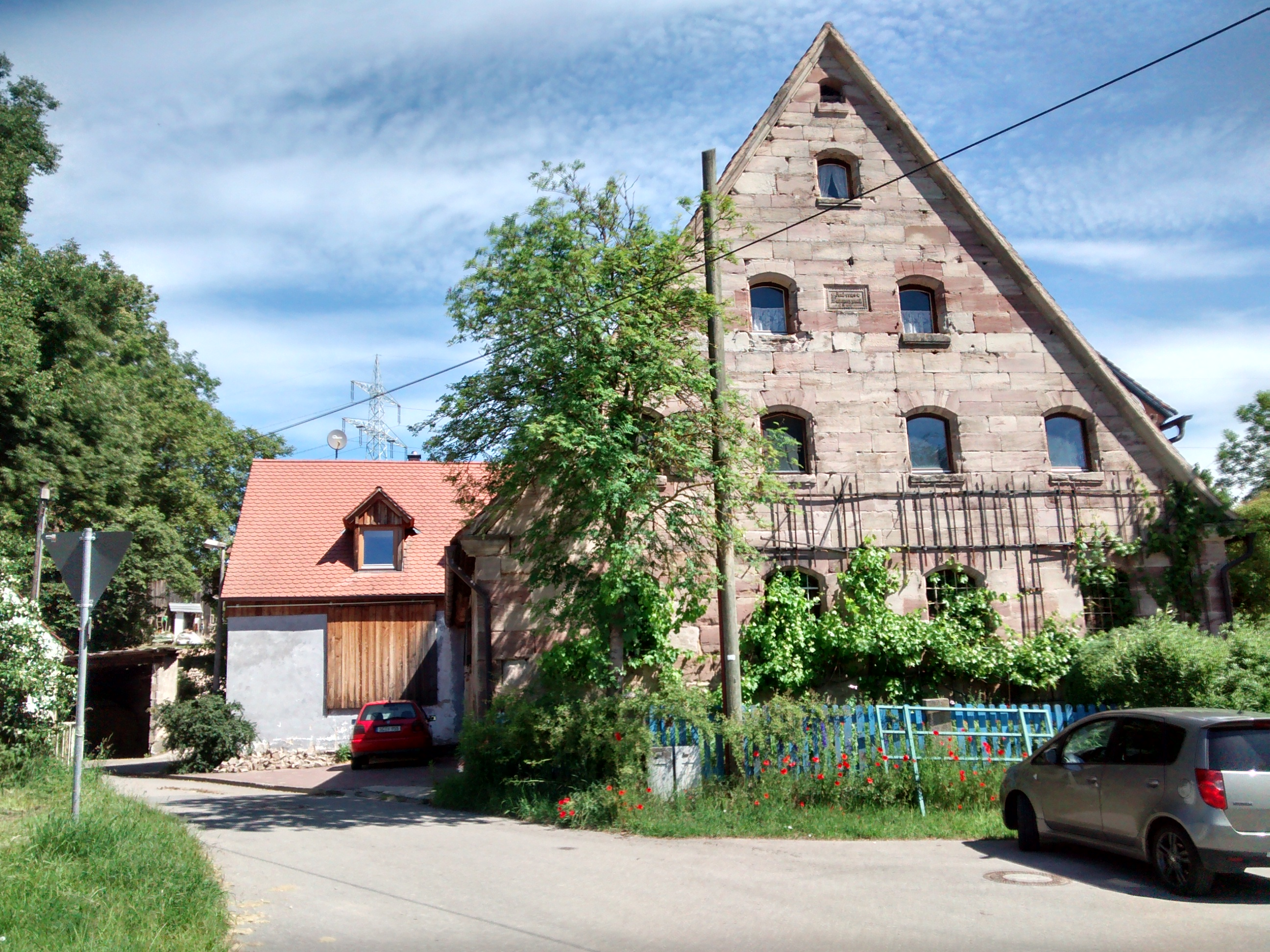
Haus Nr. 3: Ehemaliges Wohnstallhaus

Oberbaimbach (fränkisch: Ohwabahmba) ist ein Gemeindeteil der kreisfreien Stadt Schwabach (Mittelfranken, Bayern). Oberbaimbach liegt in der Gemarkung Wolkersdorf.

## Geographie
Durch das Dorf fließt der Baimbach, ein rechter Zufluss des Zwieselbachs. Im Südwesten liegt das Waldgebiet „Am Holzweiher“, 0,5 km nördlich das „St. Peterholz“ und 0,75 km südöstlich das Waldgebiet „Ochsenschlag“. Eine Gemeindeverbindungsstraße führt nach Unterbaimbach (0,5 km westlich) bzw. zur Staatsstraße 2409 (0,7 km südwestlich).

## Geschichte
Um 1200 wurde der Ort als „Baynbach“ erstmals urkundlich erwähnt, 1300 als „Paimbach“, 1396 als „Beinbach“, 1403 als „Baynbach“ und 1415 als „Obernpeimbach“. Die Bedeutung des Ortsnamens ist unklar. Im markgräflichen Salbuch von 1434 sind für „Obernpemmbach“ lediglich ein Gefälle von jährlich einem Vogthuhn verzeichnet. Die 4 Güter und das Seldengut unterstanden Fremdherren. Erst 1623 unterstand 1 Anwesen dem brandenburg-ansbachischen Spital Schwabach. Daneben gab es noch 3 weitere Anwesen, die nürnbergisch waren. 1732 gab es laut den Oberamtsbeschreibungen von Johann Georg Vetter in Oberbaimbach 9 Anwesen, von denen 2 Anwesen dem Spital Schwabach unterstanden, 1 Anwesen dem Bürgermeister und Rat zu Schwabach, 1 Anwesen dem Reichen Almosen der Reichsstadt Nürnberg, 5 Anwesen Nürnberger Eigenherren (von Harsdorf: 2, von Pömer: 1, von Tucher: 1, von Förster: 1).
Auch gegen Ende des 18. Jahrhunderts gab es in Oberbaimbach 9 Anwesen. Das Hochgericht übte das brandenburg-ansbachische Oberamt Schwabach aus. Die Dorf- und Gemeindeherrschaft hatte das Kastenamt Schwabach. Grundherren waren das Fürstentum Ansbach (Stadtrichteramt Schwabach: 1 Gütlein; Spital Schwabach: 2 Ganzhöfe), das Nürnberger Landesalmosenamt (1 Ganzhof) und Nürnberger Eigenherren (von Harsdorf: 2 Halbhöfe; von Pömer: 1 Viertelhof; von Tucher: 1 Halbhof; von Örtel: 1 Gütlein). 1802 gab es im Ort weiterhin 9 Anwesen mit der gleichen grundherrschaftlichen Aufteilung.
Von 1797 bis 1808 unterstand der Ort dem Justiz- und Kammeramt Schwabach. Im Rahmen des Gemeindeedikts wurde 1808 Oberbaimbach dem Steuerdistrikt Dietersdorf (II. Sektion) und der 1818 gebildeten Ruralgemeinde Dietersdorf zugeordnet. Am 14. Oktober 1959 wurde die Gemeinde in Wolkersdorf umbenannt. Am 1. Juli 1972 wurde Oberbaimbach im Zuge der Gebietsreform in Bayern nach Schwabach umgegliedert.

### Baudenkmäler
- Haus Nr. 3: ehemaliges Wohnstallhaus mit Scheune[13]
- Haus Nr. 4: Wohnstallhaus mit Scheune[13]

### Einwohnerentwicklung
| Jahr      | 001818 | 001840 | 001861 | 001871 | 001885 | 001900 | 001925 | 001950 | 001961 | 001970 | 001987 |
| Einwohner | *105   | 96     | 121    | 100    | 78     | 81     | 86     | 100    | 72     | 65     | 46     |
| Häuser    | *19    | 16     |        |        | 11     | 17     | 14     | 13     | 15     |        | 15     |
| Quelle    | [ 15 ] | [ 16 ] | [ 17 ] | [ 18 ] | [ 19 ] | [ 20 ] | [ 21 ] | [ 22 ] | [ 23 ] | [ 24 ] | [ 1 ]  |

## Religion
Der Ort ist seit der Reformation evangelisch-lutherisch geprägt und bis heute  nach St. Georg (Dietersdorf) gepfarrt. Die Einwohner römisch-katholischer Konfession sind nach Heilige Familie (Nürnberg) gepfarrt.